# Gallinago andina
Gallinago andina е вид птица от семейство Бекасови (Scolopacidae).

## Разпространение
Видът е разпространен в Аржентина, Боливия, Перу и Чили.